# Metopius pocksungi
Metopius pocksungi är en stekelart som beskrevs av Kim 1958. Metopius pocksungi ingår i släktet Metopius och familjen brokparasitsteklar. Inga underarter finns listade i Catalogue of Life.